# Diptychophora minimalis
Diptychophora minimalis là một loài bướm đêm trong họ Crambidae.